# VLSI Technology

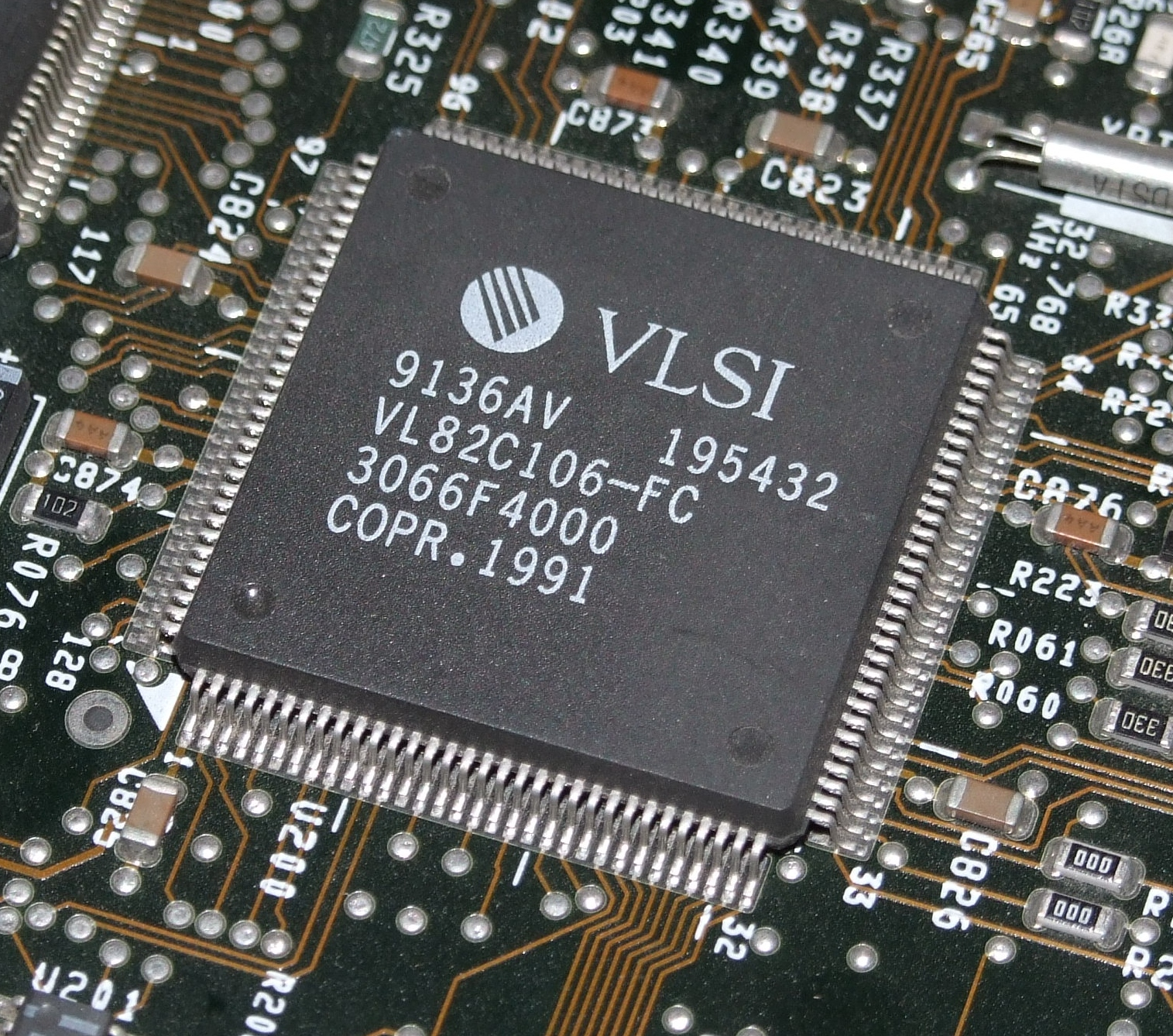
VL82C106 Super-I/O-Chip von VLSI

Bis zu seiner Übernahme durch Philips Electronics war VLSI Technology, Inc. ein Unternehmen, das anwendungsspezifische integrierte Schaltungen (kurz ASIC oder auch Custom Chip) als integrierte Schaltkreise entwarf, produzierte und vertrieb. Der Sitz des Unternehmens war 1109 McKay Drive in San José (Kalifornien) im Silicon Valley. Da die Funktionen dieser neuen Mikrochips damit nicht mehr manipulierbar waren und die Herstellungskosten geringer ausfielen, wurden diese zur Kostensenkung in Seriengeräten als anwendungsspezifische Standardprodukte (ASSP) verbaut. Das in den späten 1970er Jahren von Douglas Fairbairn, Jack Balletto, Dan Floyd und Gunnar Weslesen gegründete Unternehmen VLSI Technology bildete zusammen mit LSI Logic den Hauptgeschäftsbereich für ASICs.

## Geschichte und Entwicklung
1982 wurde Alfred J. Stein zum Chief Executive Officer (Geschäftsführer) des Unternehmens. Anschließend eröffnete VLSI seine erste Fabrik in San José, in weiterer Folge eine zweite Produktionsstätte in San Antonio, Texas. 1983 erfolgte der Börsengang. Das Unternehmen wurde später von Philips Electronics übernommen und besteht bis heute als Teil von NXP Semiconductors.
VLSI war einer der Pioniere in der Electronic Design Automation und war zu Beginn der 1980er Jahre ein führender Hersteller von Standardzellen. Vor der Einführung der VLSI-Zelle war die Produktion in erster Linie nur großen Unternehmen in der Halbleitertechnik wie AT&T und IBM vorbehalten. VLSI ermöglichte durch ASIC die Herstellung von maßgeschneiderten Chips, um bestimmte, für den jeweiligen Aufgabenbereich nötige, Anwendungen zu erledigen.
VLSIs erste große Innovation war ein Workstation-System, das es erlaubte, Halbleiterprodukte individuell und effektiv zu gestalten, um eigene Chips zu entwerfen. Durch die Einführung dieses Systems in den 1980er Jahren konnte VLSI deren Umsatz in kurzer Zeit erheblich steigern. Bis Mitte der 1990er Jahre stieg VLSI zu einem anerkannten Marktführer im Chipsatz-Geschäft auf. Das Unternehmen entwarf und fertigte Chips, die grundlegende Logik-Komponenten (engl. core logic) in Computern mit diversen Mikroprozessoren und Peripheriegeräten verknüpften.

## Globale Expansion
VLSI expandierte in die USA, Großbritannien, Frankreich, Deutschland, Italien, Japan, Singapur und Taiwan. Einer der wichtigsten Standorte war in Tempe (Arizona), wo eine Familie von sehr erfolgreichen Chipsätzen für den IBM-PC entwickelt wurde.
Das schwedische Unternehmen Ericsson war 1998 VLSIs größter Kunde. Im Bereich der Wireless-Produkte entwickelte VLSI eine Reihe von Algorithmen und Schaltungen für den GSM-Standard und für schnurlose Standards wie den europäischen DECT und den japanischen PHS.
Durch das Wachstum und den Erfolg von VLSI in der drahtlosen Mobilteil-IC-Branche aufmerksam geworden, erwarb schließlich Philips Electronics das Unternehmen im Juni 1999.
Die ehemaligen Komponenten von VLSI bestehen bis heute als Teil der Philips-Ausgründung NXP Semiconductors.